# Perrero
Perrero – miejscowość i gmina we Włoszech, w regionie Piemont, w prowincji Turyn.
Według danych na rok 2004 gminę zamieszkiwały 773 osoby, 12,3 os./km².